# تشيديبيري نواكالي
تشيديبيري نواكالي هو لاعب كرة قدم نيجيري يلعب في نادي الساحل السعودي.

## روابط خارجية
تشيديبيري نواكالي على موقع الاتحاد الدولي (مؤرشف)  (الإنجليزية)
- تشيديبيري نواكالي على موقع اتحاد تركيا (لاعب) (الإنجليزية)
- تشيديبيري نواكالي على موقع قاعدة بيانات كرة القدم.إي يو (الإنجليزية)
- تشيديبيري نواكالي على موقع Soccerbase.com (لاعب) (الإنجليزية)
- تشيديبيري نواكالي على موقع Soccerway.com (الإنجليزية)
- تشيديبيري نواكالي على موقع عالم كرة القدم.نت (الإنجليزية)
- تشيديبيري نواكالي على موقع AS.com (الإسبانية)